# رشيد صوماليا
رشيد صوماليا (بالإنجليزية: Rashid Sumaila)، من مواليد 18 ديسمبر 1992 في غانا، هو لاعب كرة قدم غاني.

## روابط خارجية
- رشيد صوماليا على موقع قاعدة بيانات كرة القدم.إي يو (الإنجليزية)
- رشيد صوماليا على موقع ناشيونال فوتبول تيمز (الإنجليزية)
- رشيد صوماليا على موقع Soccerbase.com (لاعب) (الإنجليزية)
- رشيد صوماليا على موقع Soccerway.com (الإنجليزية)
- رشيد صوماليا على موقع كووورة
- رشيد صوماليا على موقع AS.com (الإسبانية)